# Ondrašovce
Ondrašovce (maďarsky: Andrásvágás) jsou obec na Slovensku v okrese Prešov. V obci žije 60 obyvatel.

## Poloha
Obec leží v Chminianské brázdě (část Šarišské vrchoviny). Z větší části odlesněný povrch tvoří vrchovina s nadmořskou výškou v rozmezí od 380 do 562 m, střed obce je ve výšce 455 m n. m. Území je tvořeno centrálně-karpatským flyšem.
Obec sousedí na severu s obcí Chmiňany, na východě s obcí Brežany, na jihu s obcí Bajerov a na západě s obcemi Žipov a Krížovany.

## Historie
Obec byla založená na zákupním právu ve 14. století dědičným rychtářem Ondřejem. První písemná zmínka o obci pochází z roku 1427, kde je nazývána jako Andraswagassa a byla daněna ze čtrnácti port. V roce 1773 měla název Andrassowcze, pak následovaly názvy Andrassowce (1786), Ondrássowce (1808), Andrášovec, Andrašovce (1920) a Ondrašovce od roku 1927. V roce 1787 měla obec dvacet domů a 139 obyvatel, v roce 1828 žilo 193 obyvatel v 24 domech. Hlavní obživou bylo zemědělství.

## Kostel
V obci stojí římskokatolický filiální kostel svaté Alžběty Uherské, jehož základní kámen v roce 1990 posvětil papež Jan Pavel II. Výstavba kostela byla zahájena 4. května 1991 a 2. srpna 1992 byl kostel konsekrován. Kostel náleží pod římskokatolickou farnost Obrácení svatého Pavla v Chminianské Nové Vsi, děkanát Prešov-Západ, arcidiecéze košické.

## Fotografie

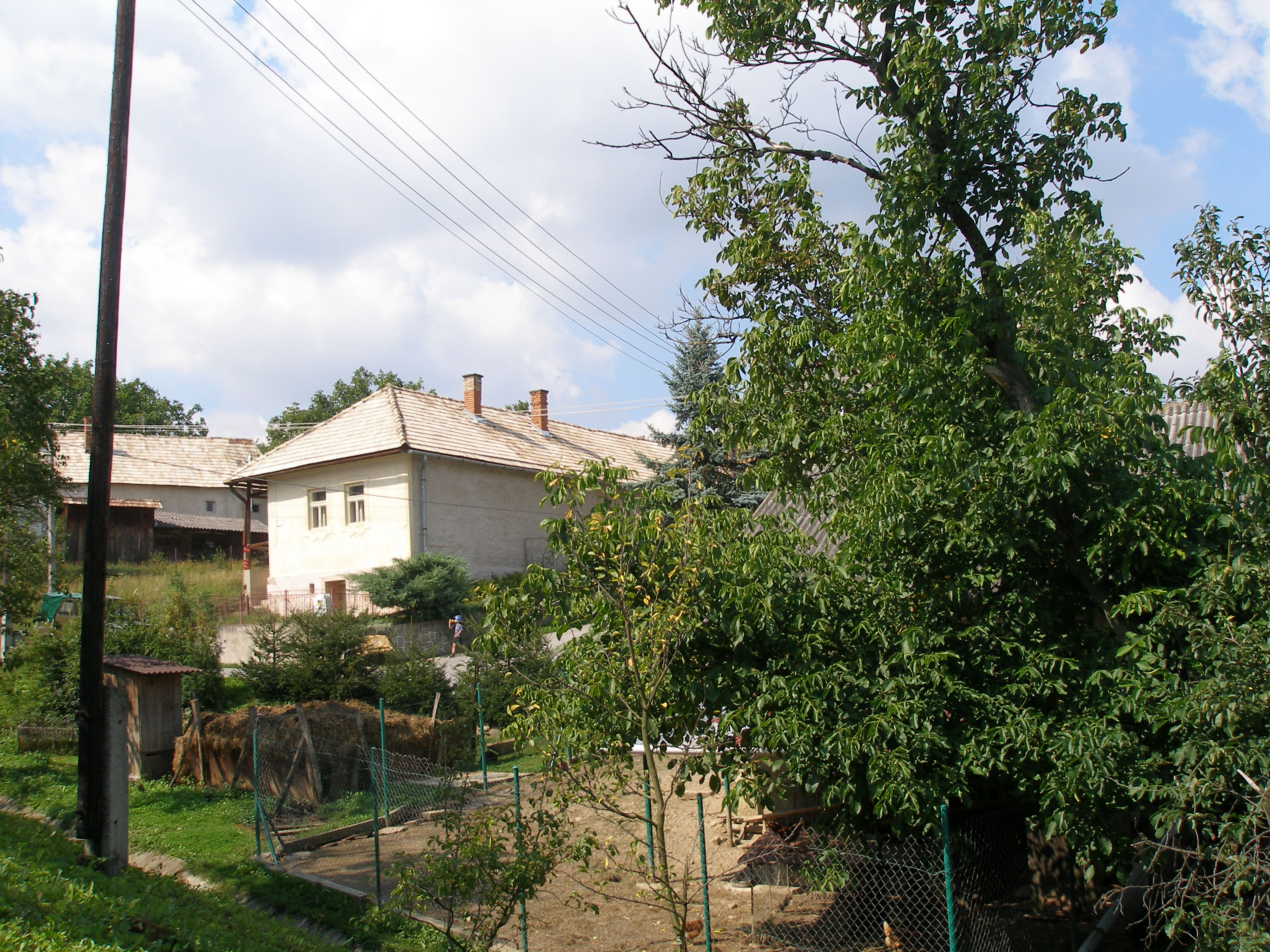
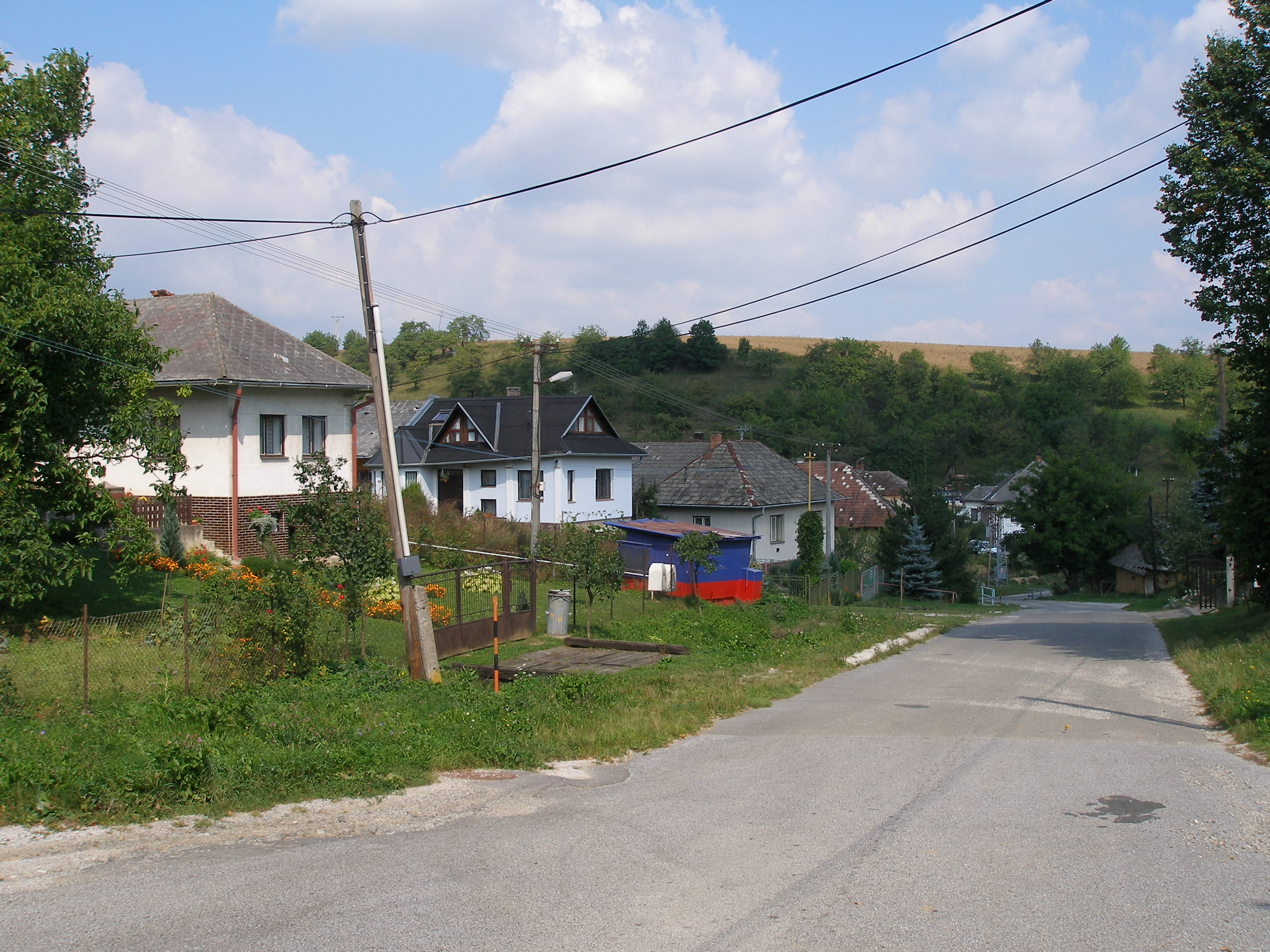
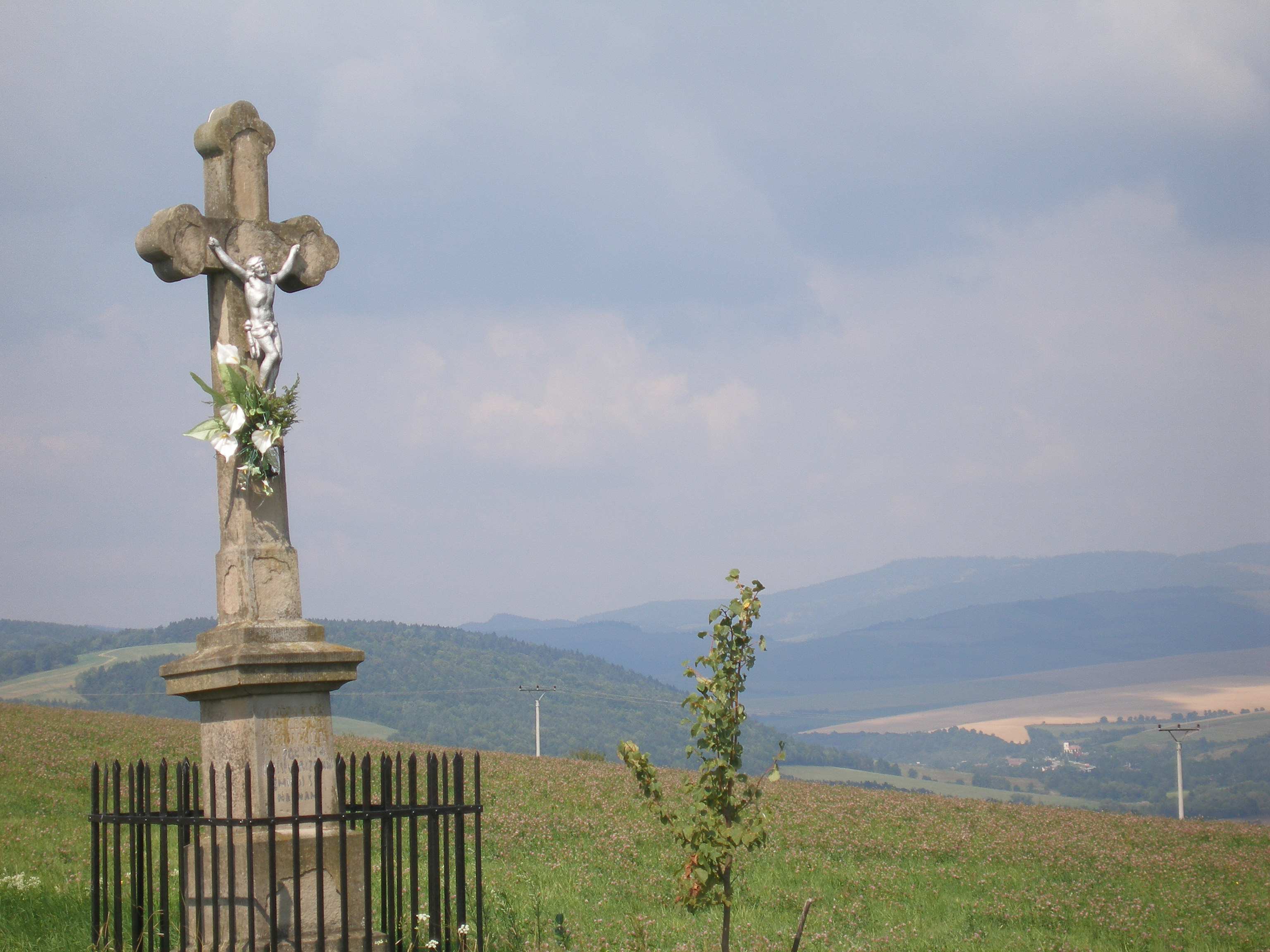